# 2023년 6월 죽음
다음은 2023년 6월에 사망한 저명한 인물 목록이다.
- 6월 1일

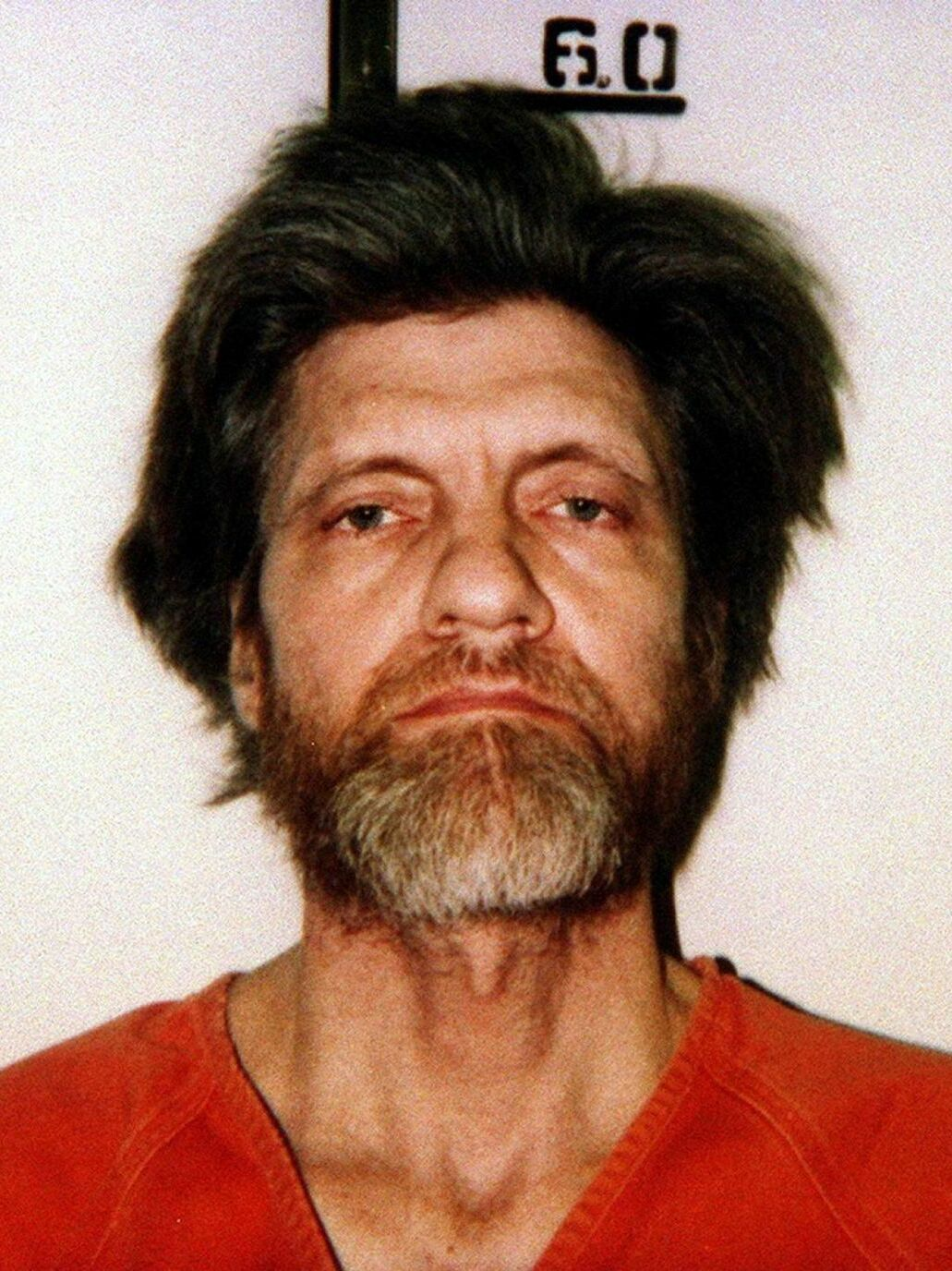
시어도어 카진스키

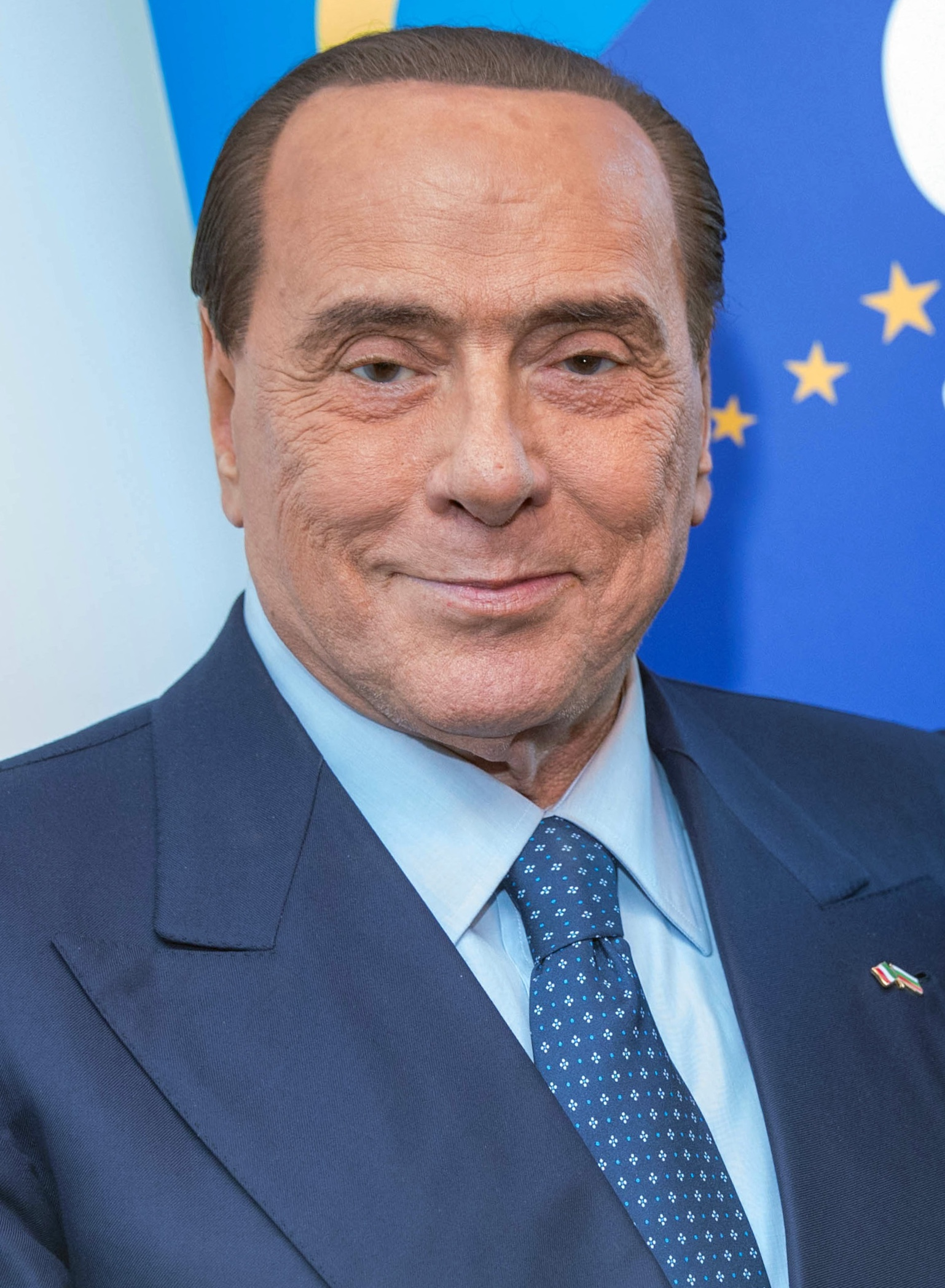
실비오 베를루스코니

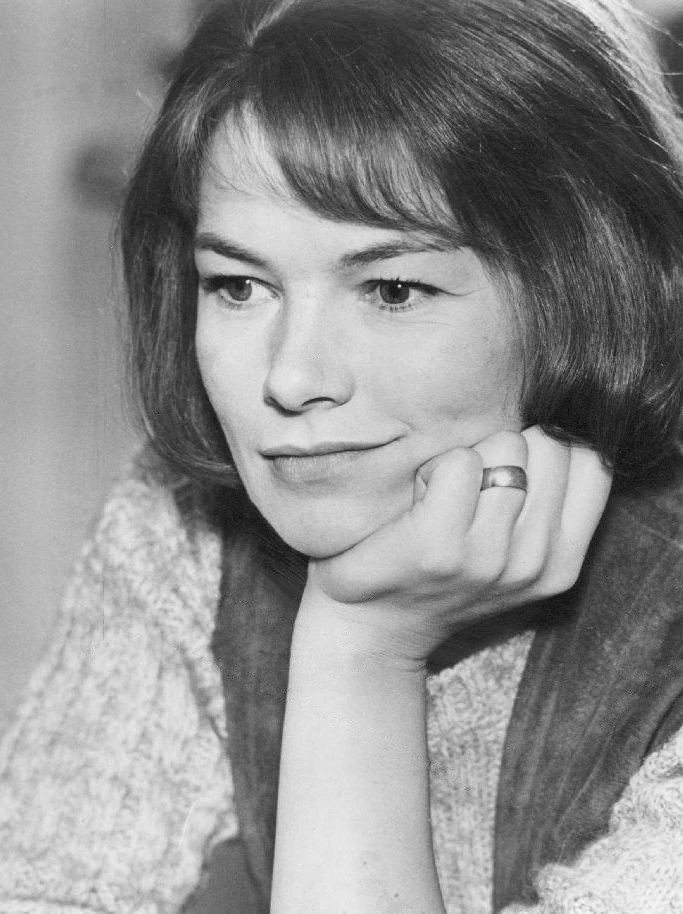
글렌다 잭슨

  - 독일의 영화배우 마르기트  카르스텐센
  - 대한민국의 법조인 민병수
- 6월 2일 - 핀란드의 작곡가 카이야 사리아호
- 6월 3일 - 미국의 육상선수 짐 하인스
- 6월 4일 - 미국의 음악가 조지 윈스턴
- 6월 5일
  - 대한민국의 정치인 이교성
  - 브라질의 가수 아스트루드 지우베르투
- 6월 6일
  - 미국의 영화배우 노린 내쉬
  - 영국의 육상선수 마이크 맥팔레인
  - 미국의 영화배우 팻 쿠퍼
- 6월 7일 - 이란의 프로레슬링선수 아이언 쉬크
- 6월 8일
  - 대한민국의 정치인 강병수
  - 미국의 전도사 팻 로버트슨
- 6월 9일
  - 대한민국의 한의사 안영기
  - 프랑스의 사회학자 알랭 투렌
- 6월 10일
  - 대한민국의 문화예술인 박제천
  - 미국의 수학자 시어도어 카진스키
- 6월 11일
  - 대한민국의 뮤지컬배우 박수련
  - 일본의 정치인 아오키 미키오
- 6월 12일
  - 미국의 육상선수 하비 글랜스
  - 이탈리아의 정치인 실비오 베를루스코니
  - 일본의 야구선수 스기시타 시게루
  - 미국의 영화배우 트리트 윌리엄스
- 6월 13일
  - 미국의 물리학자 에드워드 프레드킨
  - 미국의 소설가 코맥 매카시
- 6월 15일 - 잉글랜드의 영화배우 글렌다 잭슨
- 6월 16일
  - 일본의 야구해설가 기타벳푸 마나부
  - 미국의 경제학자 대니얼 엘즈버그
  - 대한민국의 의사 주석중
- 6월 18일
  - 파키스탄의 자선가 샤자다 다우드
  - 대한민국의 레이싱모델 임지혜
  - 미국의 기업인 스톡턴 러시
  - 잉글랜드의 억만장자 해미시 하딩
- 6월 19일
  - 대한민국의 영화감독 이원세
  - 대한민국의 세무공무원 이주성
- 6월 20일 - 대한민국의 성악가 최성봉
- 6월 22일
  - 독일의 클라리넷연주자 페터 브뢰츠만
  - 미국의 경제학자 해리 마코위츠
- 6월 23일
  - 대한민국의 역사학자 강만길
  - 미국의 영화배우 마지아 딘
  - 대한민국의 기자 이연제
  - 대한민국의 정치인 최명헌
  - 미국의 영화배우 프레더릭 포러스트
- 6월 24일
  - 미국의 육상선수 딘 스미스
  - 홍콩의 법조인 양톄량
- 6월 25일 - 미국의 물리학자 존 B. 구디너프
- 6월 26일
  - 대한민국의 정치인 김미정
  - 영국의 영화배우 니콜라스 코스터
  - 대한민국의 기업인 안유수
- 6월 27일
  - 스위스의 작가 파스칼 메르시어
  - 대한민국의 정치인 윤석민
- 6월 29일 - 미국의 영화배우 앨런 아킨
- 6월 30일
  - 오스트레일리아의 영화배우 주디 파
  - 이란의 영화배우 파리마 파르자미